# Pierre Revilliod
Pour les articles homonymes, voir Revilliod.
Pierre Revilliod, né le 12 janvier 1883 à Genève et mort le 12 septembre 1954 dans cette même ville, est un naturaliste suisse, notamment spécialisé dans l'étude des fossiles de chauves-souris. Il travaille en tant que chercheur puis dirige le Muséum d'histoire naturelle de Genève de 1927 jusqu'à sa retraite en 1953, quand Émile Dottrens lui succède.

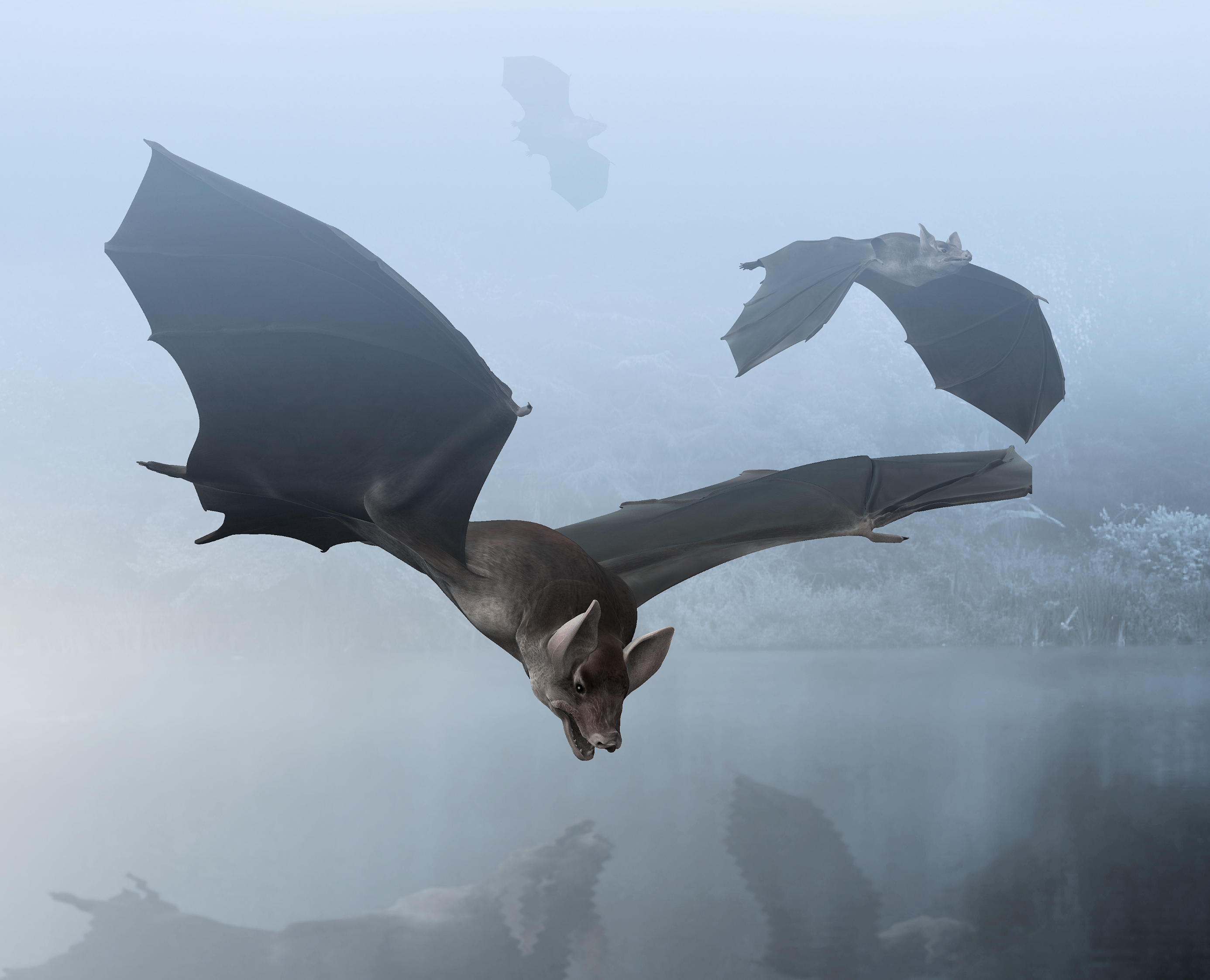
Vue d'artiste d'un représentant du genre fossile Palaeochiropteryx, décrit par Revilliod en 1917.

## Taxons dédiés
Pierre Revilliod est le dédicataire des espèces suivantes :
- Clubiona revilliodi Lessert, 1936[1], une araignée du Mozambique
- Proisotoma revilliodi Gisin, 1940[2], désormais synonyme de Pachyotoma topsenti (Denis, 1948), un collembole européen